# Вулиця Бузника (Миколаїв)
Вулиця Бузника знаходиться у Заводському районі міста Миколаєва. Це одна з найкоротших вулиць міста. Вона проходить від вулиці Галини Петрової до перехрестя з вул. Морехідною та провулком Транспортним. Частина вулиці Бузника проходить уздовж центрального міського стадіону. Поблизу головного входу на стадіон вулиця Бузника перетинає під прямим кутом проспект Центральний. Вулиця Бузника невипадково названа іменем миколаївця, члена-кореспондента АН УРСР, доктора технічних наук, професора Віктора Михайловича Бузника — поряд з цією вулицею знаходиться один з корпусів Національного університету кораблебудування ім. адмірала Макарова, ректором якого він був. У цьому навчальному закладі Віктор Михайлович навчався сам, згодом навчав інших.
Віктор Михайлович Бузник народився 4 жовтня 1914 р. у с. Тернівка (нині входить у межі м. Миколаєва). У 1933 р. закінчив Одеський енергетичний технікум і почав працювати на Миколаївській районній електростанції: спочатку черговим інженером, потім начальником машинного цеху, заступником начальника теплосилового цеху і, нарешті, з 1937 р. — начальником турбінного цеху.
Віктор захоплювався наукою, очолював наукове студентське товариство. У 1941 р. В. М. Бузник закінчив Миколаївський кораблебудівний інститут ім. С. Й. Макарова. Працював завідувачем виробничої практики студентів МКІ. У 1943 р. зарахований до аспірантури, а у 1945 р. захистив кандидатську дисертацію. Обіймав посаду викладача на кафедрі суднових парових котлів, з 1947 р. — доцента. У 1953 р. Віктор Михайлович Бузник очолив машинобудівний факультет і став завідувачем кафедри технічної теплофізики та суднових паровиробляючих установок. У 1961 р. захистив докторську дисертацію. У цьому ж році йому надано вчене звання професора. Відомий вчений-теплотехнік В. М. Бузник заснував наукову школу у галузі теплотехніки і суднової енергетики за напрямом «Інтенсифікація процесів тепло- і масообміну у суднових енергетичних установках». В. М. Бузник — автор понад 120 наукових і науково-методичних праць, підготував 15 кандидатів наук (згодом четверо з них стали докторами наук). На підручниках (у тому числі «Суднові парові котли», який був перевиданий декілька разів) та монографіях Віктора Михайловича виховано не одне покоління студентів та вчених.
З 1965 р. по 1968 р. Віктор Михайлович Бузник був ректором Миколаївського кораблебудівного інституту. Під його керівництвом були розпочаті детальні дослідження складного теплообміну у камерах сгоряння і топках. Віктор Бузник стал ініціатором будівництва нового навчального корпусу інституту по просп. Героїв України (колишня назва — просп. Героїв Сталінграду).
Віктор Михайлович Бузник нагороджений двома орденами Трудового Червоного Прапора, медаллю «За доблесну працю у Великій Вітчизняній війні 1941—1945 рр.», іншими нагородами.
Віктор Михайлович Бузник помер 23 грудня 1968 р. у м. Миколаєві у віці 54 років. Іменем В. М. Бузника було названо судно-суховантаж «Професор Бузник» та вулицю у Заводському районі міста Миколаєва.
На будинку № 10 по вул. Бузника було встановлено меморіальну дошку з портретом В. М. Бузника.

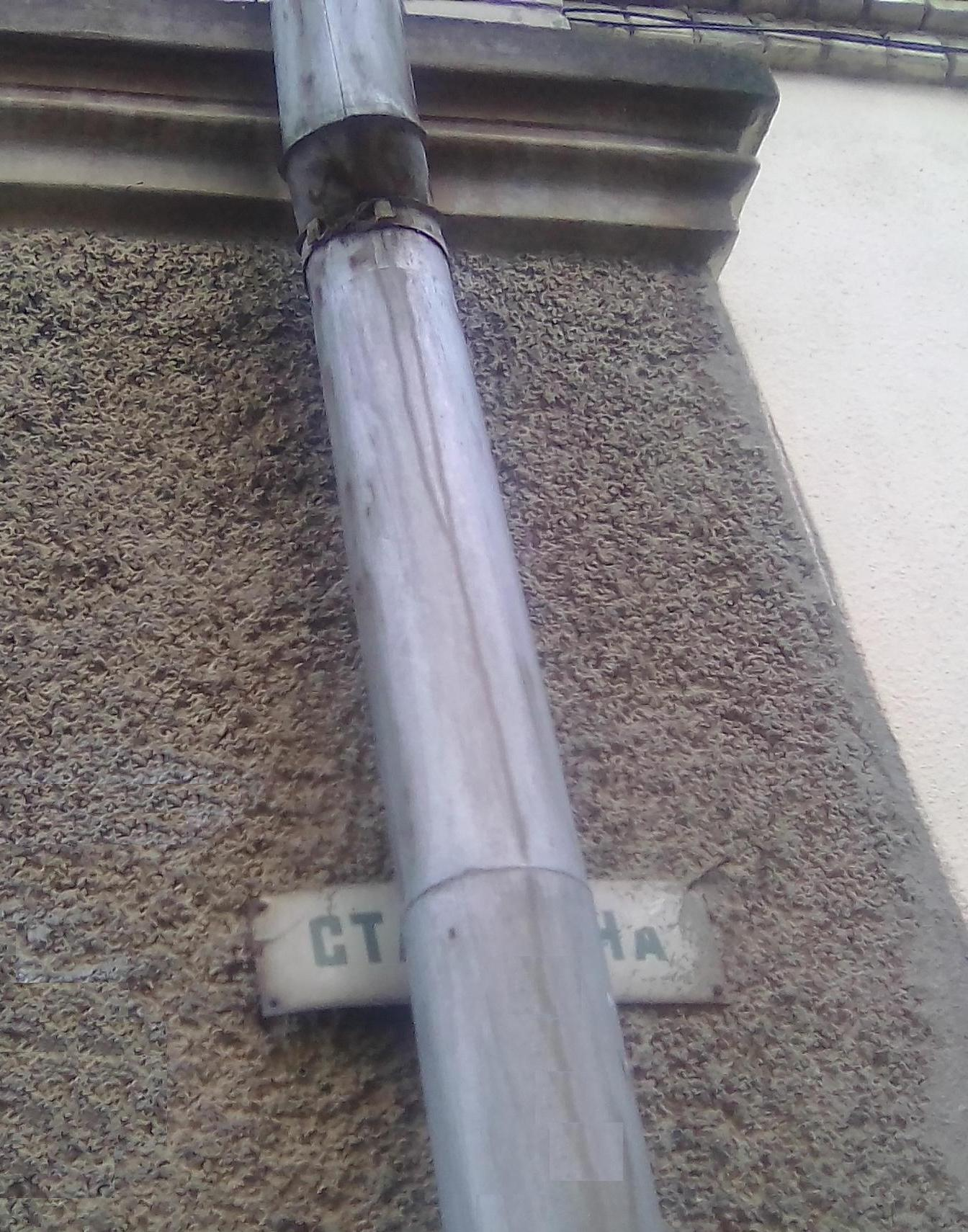
Табличка з колишньою назвою вулиці «Стадіонна» на будинку № 5 по вул. Бузника (травень 2019 р.)

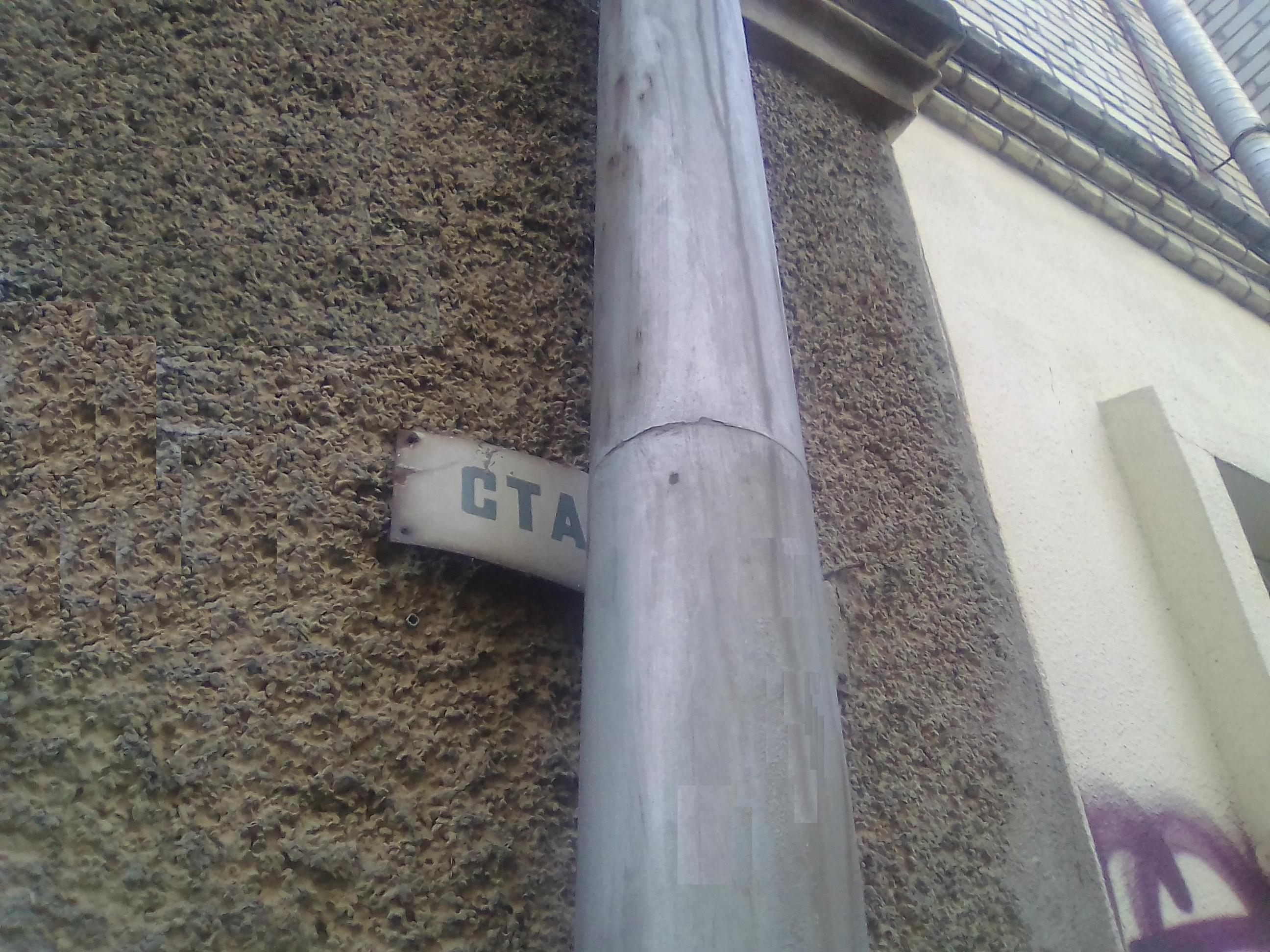
Табличка з колишньою назвою вулиці «Стадіонна» на будинку № 5 по вул. Бузника (травень 2019 р.)

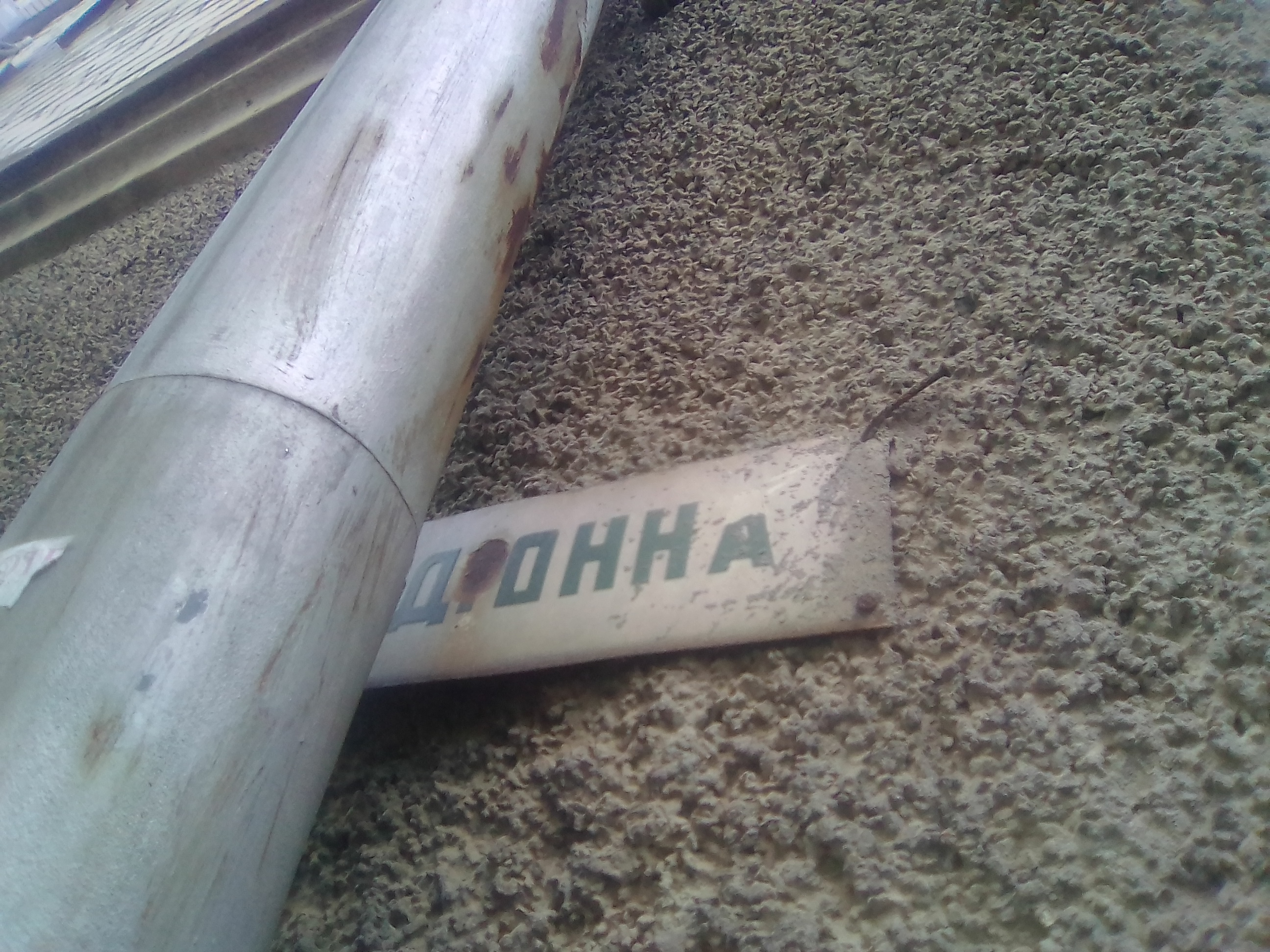
Табличка з колишньою назвою вулиці «Стадіонна» на будинку № 5 по вул. Бузника (травень 2019 р.)

Раніше вулиця Бузника мала назву «вулиця Стадіонна».